# Египетска атака на Недж
Египетската атака на Недж от 1817-1818 г. е серия от военни конфликти на египтяните на страната на Османската империя.
Част са от Османско-саудитските войни от 1811-1818 г.
Кампанията от 1817-1818 г. е водена от Ибрахим паша с цел превземането на Ал Дириа и слагането на край на първата саудитска държава, което е заповядано от султан Махмуд II.
Около 30 000 войници тръгват от Хнакия на запад към Медина като превземат селището Мавиа през ноември 1817 г., след това - Ал Рас, Ал Кабра, Унайзах и Бурайдах през декември 1817. Войските достигат Дириа през април 1818 г.
След няколко месечна обсада Абдула ибн Сауд най-накрая се предева на 9 септември 1818 г.